# Кахнович, Ксения
Ксения Кахнович (род. 29 января 1987, Владивосток, РСФСР, СССР) — российская модель и победительница конкурса «Ты — супермодель».

## Карьера
Первый сезон телепроекта Ты — супермодель был показан в 2004 году, выиграла нём 16-летняя Кахнович. Она отказалась от приза, который представлял собой контракт с NEXT Model Management, поскольку получила более выгодное предложение от IMG Models в период между съемкой шоу и выходом в эфир его финала. Когда было официально объявлено о её победе, Кахнович уже переехала в Париж
Кахнович участвовала в модных показах брендов Versace, Gucci, Hermes, Louis Vuitton, Christian Dior, Dolce and Gabbana и Carolina Herrera в Нью-Йорке, Париже и Милане, а также показах Haute Couture для Elie Saab, Dior и Lacroix.
Снималась в рекламе DOHC, Gucci и Richmond и для обложек Cosmopolitan, Madame Figaro, Harper’s Bazaar и Amica . Также появилась на страницах французского Vogue и Marie Claire .
В октябре 2015 года Cosmopolitan назвал Кахнович одной из самых успешных участниц Ты — супермодель за все время существования реалити-шоу.